# Lorenzo Wright
Lorenzo Christopher Wright (Detroit, 9 dicembre 1926 – Detroit, 27 marzo 1972) è stato un velocista e lunghista statunitense.

## Palmarès
| Anno | Manifestazione  | Sede   | Evento         | Risultato | Prestazione | Note |
| ---- | --------------- | ------ | -------------- | --------- | ----------- | ---- |
| 1948 | Giochi olimpici | Londra | Salto in lungo | 4º        | 7,450 m     |      |
| 1948 | Giochi olimpici | Londra | 4×100 m        | Oro       | 40"7        |      |